# Hombre Resurrección
El Hombre Resurrección (Mitchell Shelley) (Inglés: Resurrection-Man) es un personaje ficticio, un superhéroe cuyas aventuras fueron publicadas por la editorial DC Comics entre 1997 y 1999 en una primera serie regular publicada bajo el mismo nombre, creado por Andy Lanning, Dan Abnett y Jackson Guice. El personaje volverá desde septiembre de 2011 en un nuevo volumen con el mismo nombre, como parte del relanzamiento de 52 series renovando la imagen de los personajes más emblemáticas de la editorial, en lo que se conoce como el Reinicio del Universo DC.

## Historia
Nacido en Viceroy, Carolina del Sur, Mitchell "Mitch" Shelley era un abogado cuando se encontró a sí mismo como sujeto de pruebas dispuesto para experimentación con nanotecnología, al usar instrumentos especializados apodados "tektitas", realizada por una organización conocida solo como "El laboratorio". Los experimentos le costaron a Shelley su memoria durante varios meses, pero también lo hicieron inmortal, aunque con una peculiaridad: que aunque podía morir, su la muerte iba a durar apenas unos segundos (tal vez minutos como máximo, debido a las tektitas) y renaciendo con superpoderes influenciados por la forma en que fue asesinado recientemente. De acuerdo a lo que menciona Phantom Stranger en Resurrection Man Vol 1 N.º 18 de haber trabajado con Shelly en vidas anteriores, el sugiere que hay algo más en su poder que el poder que le otorga mucho más que las mismas tectitas. Sin embargo, la serie nunca se exploró dicho asunto.
Shelley viajando en busca de la verdad sobre su identidad y sus nuevos poderes le llevaría a través de los Estados Unidos, llevándolo a una pelea en curso contra adversarios surtidos como el mismísimo Vandal Savage, Body Doubles entre otros, así como tener varias alianzas y una amistad con varios miembros de la Liga de la Justicia (aunque él no se sentía cómodo actuando en el papel de superhéroe tradicional). Por lo menos en un futuro alternativo ha establecido la supervivencia de Shelley hasta más allá del futuro, incluso hasta llegar a la época de la Liga de la Justicia Alfa del Siglo 853 (Véase DC Un Millón). Para entonces, ya había desarrollado un dispositivo, el Resucitador, atado a su muñeca, que lo podía matar de una manera tal que le permitá seleccionar las formas más específicas de morir (en contraposición a la llamada "cuestión de suerte" el sistema aleatoria de morir, que antes era su forma más normal). 
Además de poseer siempre una gran resistencia y un habilidad comparable a la de Superman, Vandal Savage fue capaz de utilizar este dispositivo en su contra, reprogramando su Resucitador para matar constantemente a Shelley, por lo que nunca le daría la oportunidad de resucitar, hasta que el Detective Marciano destruyó la infestación del dispositivo. Sin embargo, Shelly más tarde regresó con vida el especial de DC un millón de 80 páginas: (DC# 1 000 000 (1999)).

### Biografía del personaje
Originalmente como abogado de la mafia en Viceroy, Carolina del Sur (la casa del ficticio refresco Soder Cola de los cómics de Superman), pasó los primeros números recordando quien fue realmente y lo que le sucedió hasta llegar a convertirse en el Hombre Resurrección. El cómic empieza con Shelley, un vagabundo sin memoria, tropezando a través con su poder (después de haber muerto por primera vez). Luchó contra una de las tantas encarnaciones de Amazo y esto atrajo la atención de la Liga de la Justicia a partir del número 2. Fue perseguido desde el principio (y en la mayor parte de la serie) por Body Doubles - la chica de las dos curvas, una villana que se vincula a la moda femenina; además, su serie abarcó temas en donde se enfrentaba a un grupo de asesinos que fueron contratados por una misteriosa organización llamada "El Laboratorio".
Con esta organización, "El Laboratorio", Shelley mostró su poder de resucitarse de inmediato, pero también es algo mucho más, su origen se remonta a un pasado lejano del Universo DC. (Según lo que menciona Phantom Stranger es cierto, los dones de Shelley pueden haber existido en su vida anterior, pero no ha cambiado en el transcurso de una sola vida.) Se revela que Shelly ha luchado Vandal Savage a través del tiempo, desde la época de hombres de las cavernas a la día de hoy, y que cada vez que intentó frustrar los, planes de Savage antes de perder la vida a manos de  Savage en batalla.
Él volvió al Universo DC en el especial Infinite DC Halloween Special # 1. Él es un cazador de recompensas tratando de acabar con Killer Croc. Croc era capaz de matar a Shelley y luego este se lo come. Posteriormente Mitchell se manifiesta con un nuevo poder que causó que Croc para ejecutase en una estación de gas una gran explosión. Mitchell se ve entonces más tarde que salía de un bar después de ver que Croc había sido detenido.
Una vez más fue resucitado en Supergirl # 28.
En el Brightest Day, el Hombre Resurrección es convocado por Dove como un posible receptor para el anillo blanco de Deadman, pero el anillo no decide ir con él.

## Nuevas series
El hombre la resurrección fue anunciado como uno de los Nuevas 52 títulos de DC Comics relanzados en 2011.siendo publicada el 14 de septiembre de 2011.

## Poderes
La inmortalidad, que es obtenida como poder gracias a través de la resurrección; cada renacimiento que le otorga una habilidad especial, según la forma en que es abatido. Es una habilidad natural, que él ha sido capaz de controlar por miles de años, pero lo que él no sabe debido a una constante amnesia debido a su poder. Por elección, puede mantener una configuración por defecto el vuelo y una mayor fuerza. Tiene un dispositivo Resucitador en su brazo con un Zerophon Ichneumid, una larva alienígena armada con una neurotoxina letal. Al activarla, se puede administrar una dosis y morir por un segundo. Durante su breve muerte le permite elegir un poder personalizado para ir junto con los poderes de una forma predeterminada. El Resucitador lo adquirió en el siglo 853, en la serie DC Un Millón.

## Muertes y resurrecciones más notables
A continuación, se menciona como se ha manifestado los poderes adquiridos después de cada muerte y posterior resurrección, a través de algunas formas en que ha muerto y revivido:
- Método de muerte: por disparos en el pecho:
  - Resurrección: Manipulación del aire a través de una explosión, endurecimiento del cuerpo al tocar objetos de ciertos materiales para formar por ejemplo un escudo, y poder hacer cortes con precisión.

- Método de muerte: Por explosión de un depósito de combustible y tanques de gas.
  - Resurrección: Tener inmunidad a las llamas, el calor, generación de fuego con sus manos, telequinéticamente controla el fuego, dar saltos con impulso de aire sobrecalentado.

- Método de muerte: Muerte por lanzamiento de cohetes
  - Resurrección: Poder de convertirse en un esqueleto llameante del tipom Pyroquinético y volver a la normalidad a su voluntad.

- Método de muerte: Nunca se especificó (Muerte causada a manos de Tommy Monaghan)
  - Resurrección: (eventual) telekinesis cuántica, incluyendo la expansión sensorial en una escala casi cósmica (se menciona que puede escuchar el "canto del universo"), en vuelo, también tiene a manifestar la desintegración molecular de los objetos, entre otros, también incluye una resistencia al poder de la manipulación y control de la " Realidad Warp" del Sr. Skism.

- Método de muerte: Ser golpeado por un camión
  - Resurrección: Cambia forma

- Método de muerte: Por una explosión nuclear
  - Resurrección:Regresa como una sombra viviente

- Método de muerte: Sobrecarga por experimentar con el dolor en sus más horribles formas (tras una serie de experimentos, probablemente tortura).
  - Resurrección: Como una mujer (aparentemente con el umbral de dolor más alto sentido por un ser humano)

- Método de muerte: Desconocida
  - Resurrección: "Manos calientes de color blanco" que son capaces de fundir el metal

- Método de la muerte: La primera vez que fue asesinado por Amazo
  - Resurrección: Control de los incendios

- Método de la muerte: Segunda vez que fue asesinado por Amazo
  - Resurrección: Empáticamente puede absorber las emociones de quienes le rodean, y la liberación de ira se proyecta como grito de conmoción devastadora.

- Método de la muerte: Desconocida
  - Resurrección: Como una criatura vampírica

- Método de la muerte: Por arma de fuego
  - Resurrección: Al resucitar su piel se torna roja

- Método de la muerte: Desconocida
  - Resurrección: Agrandar su cuerpo, adquiere inmunidad a las balas, Adquiere superfuerza y un cuerpo similar al de Hulk.

- Método de la muerte: Por arma de fuego
  - Resurrección: Manipulación del fuego

- Método de la muerte: Desconocida
  - Resurrección: Capacidad de convertirse en una forma de energía, teletransportarse y disparar rayos de energía de color blanca.

- Método de la muerte: Por arma de fuego
  - Resurrección: Capacidad de crear mariposas psicodélicas.

- Método de la muerte: Una vez fue asesinado por Tommy Monaghan
  - Resurrección:  Capacidad de cambiar el color de la piel

- Método de la muerte: Segunda vez que es asesinado por Tommy Monaghan
  - Resurrección: Visión de rayos X

- Método de la muerte: Desconocida
  - Resurrección:  Manipulación de la densidad de los objetos

- Método de la muerte: Desconocida
  - Resurrección:  Capacidad de convertir los objetos en vidrio al tocarlos

- Método de la muerte: Empalamiento en una rama de árbol
  - Resurrección: Convertirse en una ráfaga de viento que se mueve a una velocidad extraordinaria

- Método de la muerte: Suicidio
  - Resurrección: Como un gigante de piedra

- Método de la muerte: Fue asesinado por Supergirl
  - Resurrección: Con los objetos logra tocar los convierte intangibles

- Método de la muerte: Por una explosión
  - Resurrección: Adquiere Super Velocidad

- Método de la muerte: Desconocida
  - Resurrección: Telekinesis

- Método de la muerte: Usando el Dispositivo Resucitador
  - Resurrección: Super fuerza, vuelo e intangibilidad

- Método de la muerte: Usando el dispositivo Resucitador
  - Resurrección: Super fuerza, vuelo y "velocidad cuántica"

- Método de la muerte: el Dispositivo Resucitador
  - Resurrección: Manipulación de super fuerza, vuelo y control de la gravedad

- Método de la muerte: explosión de gas natural
  - Resurrección: Poder para viajar a través de dispositivos electrónicos y cualquier tipo de conexiones.

## Elseworlds
Durante la ejecución del volumen 1, los escritores de Hombre Resurrección, Abnett y Lanning también aprovecharon para escribir una Novela Gráfica dentro del universo de los Elseworlds. El Monstruo Superman, que volvió a contar la historia de Frankenstein como una historia sobre Superman. De esta manera, ofreció un verdadero "Hombre Resurrección" (es decir, un ladrón de cadáveres) que se señaló parecerse mucho a Mitch Shelley.